# 仲原舞
仲原 舞（なかはら まい、1992年5月31日 - ）は日本の女優、タレント。神奈川県出身。以前はプロダクション尾木に所属していた。
2003年、ミュージカル『アニー』のオーディションに合格し、アニー役でデビュー。その後舞台・テレビドラマ等で活動する。

## 出演

### 舞台
- アニー（2003年）アニー 役
- トラップ一家物語（2005年）
- 赤毛のアン（2006年）
- 櫻の園（2007年6月-7月）中野敦子 役
- リズミックタウン（2008年11月-12月）
- イタズラなKiss 〜卒業編〜（2009年8月-9月）
- 華鬼（2010年7月）米原真美 役
- Lock the ROCK（2010年12月）
- 華鬼 再演（2011年3月）関根ユナ 役
- GO, JET! GO! GO! CARNIVAL（2011年12月-2012年1月）
- 秋葉原女子学生会館（2012年2月）
- 源氏物語×大黒摩季songs〜ボクは、十二単に恋をする〜（2012年5月）
- タイツの花道 王道編（2012年8月-9月）
- GO, JET! GO! GO! 〜I LOVE YOUが言えなくて〜（2012年10月）
- DETARAMU。Evolution -この世界に降る雪-（2012年12月）
- GO, JET! GO! GO! 〜I LOVE YOUが言えなくて〜（2013年5月）
- GO, JET! GO! GO! 〜Last Dance For Me! Me! Me!!!〜（2013年6月）
- Moonlight Rambler 〜月夜の散歩人〜（2013年7月-8月）
- 花より団子よりサランヘヨ!!（2013年9月）
- 『2LDK』-2013-（2013年10月）
- 泣いてたまるか!! いのちのしるし（2014年3月）
- SEVENMEN SIXWOMEN（2014年5月）
- 「磐田屋の最愛の一日と儚い量子力学」（2017年2月）

### テレビドラマ
- こんにちは、母さん（2007年5月-6月、NHK）
- BOSS 第6話（2009年5月、フジテレビ）
- 土曜ワイド劇場 デパート仕掛け人!天王寺珠美の殺人推理3（2009年8月、テレビ朝日）- ゆか 役
- 月曜ゴールデン 万引きGメン・二階堂雪18（2009年8月、TBS）
- 相棒 season8 第4話（2009年9月、テレビ朝日）
- 月曜ゴールデン 湯けむりバスツアー 桜庭さやかの事件簿2（2010年4月、TBS）- 加納有希 役
- 海賊戦隊ゴーカイジャー 第27話（2011年8月、テレビ朝日）- 女子高生 役
- 月曜ゴールデン 森村誠一サスペンス 正義の証明（2011年9月、TBS）名越亜矢 役
- ランナウェイ〜愛する君のために 第1話（2011年10月、TBS）
- 白戸修の事件簿 第9話・最終話（2012年3月、TBS）- 杉田なつみ 役
- 高校入試 第6話（2012年11月、フジテレビ）
- スターマン・この星の恋 第7話（2013年8月、関西テレビ）

### 映画
- もし高校野球の女子マネージャーがドラッカーの『マネジメント』を読んだら（2011年）小島沙也香 役
- エイトレンジャー2（2014年）
- アルプス女学園（2014年）
- 9つの窓 (2016年)

### 吹き替え

#### DVD
- サウンド・オブ・ミュージック（2006年）ルイーザ（演：ヘザー・メンジース） 役

### CM
- 小林製薬「パーシャルデント」（2012年）

### アーティスト
- 「ヒカリ・未来へ 」（2017年5月31日発売）